# Юниорский тур ITF 2013 (девушки)
Цикл юниорских турниров ITF 2013 (англ. 2013 ITF Junior circuit) — это элитный юниорский тур теннисистов, организованный ITF, как подготовительная ступень к своим взрослым турам.
Статья содержит результаты турниров двух старших категорий (GA и G1) среди девушек.

## Расписание

### Категория А
| Дата начала | Турнир                                                                  | Чемпионы (Счёт финала)                                | Финалисты                                  |
| ----------- | ----------------------------------------------------------------------- | ----------------------------------------------------- | ------------------------------------------ |
| 23 декабря  | Abierto Juvenil Mexicano Мехико, Мексика Грунт Турнир 2013              | Белинда Бенчич 6-4 6-2                                | Сюй Цзинвэнь                               |
| 23 декабря  | Abierto Juvenil Mexicano Мехико, Мексика Грунт Турнир 2013              | Карин Кеннель Элизе Мертенс 6-4 7-6(3)                | Белинда Бенчич Вероника Кудерметова        |
| 19 января   | Открытый чемпионат Австралии Мельбурн, Австралия Хард Турнир 2013       | Ана Конюх 6-3 6-4                                     | Катерина Синякова                          |
| 19 января   | Открытый чемпионат Австралии Мельбурн, Австралия Хард Турнир 2013       | Ана Конюх Кэрол Чжао 5-7 6-4 [10-7]                   | Александра Корашвили Барбора Крейчикова    |
| 18 марта    | Copa Gerdau Порту-Алегри, Бразилия Грунт Турнир 2013                    | Варвара Флинк 1-6 6-2 6-1                             | Беатрис Хаддад Майя                        |
| 18 марта    | Copa Gerdau Порту-Алегри, Бразилия Грунт Турнир 2013                    | Александра Сиснерос Виктория Родригес 2-6 6-3 [12-10] | Ингрид Гамарра Мартинс Беатрис Хаддад Майя |
| 20 мая      | Трофей Бонфильо Милан, Италия Грунт Турнир 2013                         | Белинда Бенчич 7-5 6-0                                | Дарья Касаткина                            |
| 20 мая      | Трофей Бонфильо Милан, Италия Грунт Турнир 2013                         | Фиона Ферро Марго Йеролимо 6-2 4-6 [10-6]             | Кёка Окамура Ю Сяоди                       |
| 2 июня      | Открытый чемпионат Франции Париж, Франция Грунт Турнир 2013             | Белинда Бенчич 6-1 6-3                                | Антония Лоттнер                            |
| 2 июня      | Открытый чемпионат Франции Париж, Франция Грунт Турнир 2013             | Барбора Крейчикова Катерина Синякова 7-5 6-2          | Доменика Гонсалес Беатрис Хаддад Майя      |
| 29 июня     | Уимблдон , Великобритания Трава Турнир 2013                             | Белинда Бенчич 4-6 6-1 6-4                            | Тейлор Таунсенд                            |
| 29 июня     | Уимблдон , Великобритания Трава Турнир 2013                             | Барбора Крейчикова Катерина Синякова 6-3 6-1          | Ангелина Калинина Ирина Шиманович          |
| 1 сентября  | Открытый чемпионат США Нью-Йорк, США Хард Турнир 2013                   | Ана Конюх 3-6 6-4 7-6(6)                              | Торнадо Алисия Блэк                        |
| 1 сентября  | Открытый чемпионат США Нью-Йорк, США Хард Турнир 2013                   | Барбора Крейчикова Катерина Синякова 6-3 6-4          | Белинда Бенчич Сара Соррибес Тормо         |
| 21 октября  | Osaka Mayor's Cup Осака, Япония Хард Турнир 2013                        | Ивана Йорович 6-1 6-4                                 | Варвара Флинк                              |
| 21 октября  | Osaka Mayor's Cup Осака, Япония Хард Турнир 2013                        | Сюй Шилинь Ю Сяоди 6-1 5-7 [10-5]                     | Кёка Окамура Оливия Тьяндрамулия           |
| 9 декабря   | Orange Bowl International Championship Плантейшн, США Грунт Турнир 2013 | Варвара Флинк 6-1 2-6 6-4                             | Ивана Йорович                              |
| 9 декабря   | Orange Bowl International Championship Плантейшн, США Грунт Турнир 2013 | Нейкта Бэйнс Торнадо Алисия Блэк 6-0 6-1              | София Кенин Кейтлин Маккарти               |

Отдельно выделены турниры Большого шлема.

### 1-я категория
| Дата начала | Турнир                                                                                    | Чемпионы (Счёт финала)                               | Финалисты                                   |
| ----------- | ----------------------------------------------------------------------------------------- | ---------------------------------------------------- | ------------------------------------------- |
| 31 декабря  | Copa Del Cafe Сен-Рафаэль, Коста-Рика Хард Турнир 2013                                    | Варвара Флинк 2-6 7-6(2) 6-2                         | Вероника Кудерметова                        |
| 31 декабря  | Copa Del Cafe Сен-Рафаэль, Коста-Рика Хард Турнир 2013                                    | Алехандра Сиснерос Виктория Родригес 6-3 3-6 [10-8]  | Вероника Кудерметова Кристина Макарова      |
| 7 января    | Copa Gatorade Каракас, Венесуэла Хард Турнир 2013                                         | Кристина Макарова 7-6(4) 6-1                         | Камила Джангреко Кампис                     |
| 7 января    | Copa Gatorade Каракас, Венесуэла Хард Турнир 2013                                         | Кристина Макарова Кэтрин Изабель Стеффенсен Без игры | Жаклин Кабай Авад Бритт Гёкенс              |
| 12 января   | Loy Yang Traralgon International Траралгон, Австралия Хард Турнир 2013                    | Анна Данилина 6-4 6-2                                | Антония Лоттнер                             |
| 12 января   | Loy Yang Traralgon International Траралгон, Австралия Хард Турнир 2013                    | Элизе Мертенс Ипек Сойлу 6-3 1-6 [10-7]              | Сюй Цзинвэнь Сюй Шилинь                     |
| 14 января   | Copa Barranquilla Барранкилья, Колумбия Грунт Турнир 2013                                 | Варвара Флинк 6-3 6-1                                | Лаура Укрос                                 |
| 14 января   | Copa Barranquilla Барранкилья, Колумбия Грунт Турнир 2013                                 | Доменика Гонсалес Валерия Патюк 4-6 6-3 [10-6]       | Ферни Анхелес Пас Кэтрин Изабель Стеффенсен |
| 14 января   | Czech International Junior Indoor Championships Пршеров, Чехия Хард(i) Турнир 2013        | Алина Силич 6-1 2-6 4-0 — отказ                      | Ангелина Калинина                           |
| 14 января   | Czech International Junior Indoor Championships Пршеров, Чехия Хард(i) Турнир 2013        | Юстина Микульските Аквиле Паразинскайте 6-1 6-4      | Дарья Касаткина Анастасия Рычагова          |
| 4 марта     | Chang LTAT ITF Junior Grade 1 Нонтхабури, Таиланд Хард Турнир 2013                        | Эллен Перес 7-6(5) 6-7(6) 6-2                        | Кэтрин Ип                                   |
| 4 марта     | Chang LTAT ITF Junior Grade 1 Нонтхабури, Таиланд Хард Турнир 2013                        | Елизавета Куличкова Нина Стоянович 6-4 6-3           | Кэти Боултер Изабель Уоллас                 |
| 4 марта     | Asuncion Bowl Асунсьон, Парагвай Грунт Турнир 2013                                        | Камила Джангреко Кампис 6-3 6-1                      | Констанса Вега                              |
| 4 марта     | Asuncion Bowl Асунсьон, Парагвай Грунт Турнир 2013                                        | Франческа Карилло Джорджа Маркетти 6-2 2-6 [10-7]    | Анна Борган Лана Раш                        |
| 11 марта    | Banana Bowl Итажаи, Бразилия Грунт Турнир 2013                                            | Луиза Чирико 6-1 6-1                                 | Аличе Маттеуччи                             |
| 11 марта    | Banana Bowl Итажаи, Бразилия Грунт Турнир 2013                                            | Лаура Укрос Констанса Вега 6-4 3-6 [10-7]            | Ингрид Гамарра Мартинс Беатрис Хаддад Майя  |
| 12 марта    | Sarawak Chief Minister's Cup Кучинг, Малайзия Хард Турнир 2013                            | Ипек Сойлу 6-7(8) 6-2 6-1                            | Кэти Боултер                                |
| 12 марта    | Sarawak Chief Minister's Cup Кучинг, Малайзия Хард Турнир 2013                            | Нейкта Бэйнс Оливия Тьяндрамулия 6-3 6-2             | Мами Адати Хикари Ямамото                   |
| 19 марта    | Mitsubishi-Lancer International Juniors Championships Манила, Филиппины Хард Турнир 2013  | Ипек Сойлу 6-2 4-6 6-3                               | Кэти Боултер                                |
| 19 марта    | Mitsubishi-Lancer International Juniors Championships Манила, Филиппины Хард Турнир 2013  | Ипек Сойлу Нина Стоянович 6-3 6-4                    | Нейкта Бэйнс Оливия Тьяндрамулия            |
| 19 марта    | Perin Memorial Умаг, Хорватия Грунт Турнир 2013                                           | Дебора Кьеза Сара Соррибес Тормо 7-5 6-3             | Йоана Дуку Барбора Крейчикова               |
| 1 апреля    | USTA International Spring Championship Карсон, США Хард Турнир 2013                       | Маё Хиби 6-2 6-1                                     | Джейми Лёб                                  |
| 1 апреля    | USTA International Spring Championship Карсон, США Хард Турнир 2013                       | Джейми Лёб Меганн Манассе 6-3 6-3                    | Маё Хиби Дениз Старр                        |
| 9 апреля    | Трофей Хуана Карлоса Ферреро Вильена, Испания Грунт Турнир 2013                           | Елена Плоскина 3-6 7-5 6-4                           | Дарья Касаткина                             |
| 9 апреля    | Трофей Хуана Карлоса Ферреро Вильена, Испания Грунт Турнир 2013                           | Йоана Дуку Йоана Лоредана Рошка 7-6(4) 5-7 [11-9]    | Кьяра Гримм Джил Белен Тайхманн             |
| 22 апреля   | Open International Junior de Beaulieu-sur-Mer Больё-сюр-Мер, Франция Грунт Турнир 2013    | Елена Остапенко 6-0 6-3                              | Нина Стоянович                              |
| 22 апреля   | Open International Junior de Beaulieu-sur-Mer Больё-сюр-Мер, Франция Грунт Турнир 2013    | Йоана Дуку Нина Стоянович 4-6 7-5 [10-6]             | Дебора Кьеза Яна Фетт                       |
| 6 мая       | Mediterranee Avenir Касабланка, Марокко Грунт Турнир 2013                                 | Мария Боузкова 6-1 6-4                               | Джонниз Рено                                |
| 6 мая       | Mediterranee Avenir Касабланка, Марокко Грунт Турнир 2013                                 | Бритт Гёкенс Анна Яковлева 6-2 3-6 [10-8]            | Мария Боузкова Сара Томич                   |
| 13 мая      | Torneo International Citta Di Santa Croce Санта-Кроче-суль-Арно, Италия Грунт Турнир 2013 | Белинда Бенчич 7-6(5) 6-1                            | Вероника Кудерметова                        |
| 13 мая      | Torneo International Citta Di Santa Croce Санта-Кроче-суль-Арно, Италия Грунт Турнир 2013 | Илка Чореги Барбора Крейчикова 6-1 6-1               | Яна Фетт Елена Плоскина                     |
| 27 мая      | Astrid Bowl Charleroi Шарлеруа, Бельгия Грунт Турнир 2013                                 | Ангелина Калинина 6-2 6-1                            | Луиза Чирико                                |
| 27 мая      | Astrid Bowl Charleroi Шарлеруа, Бельгия Грунт Турнир 2013                                 | Алехандра Сиснерос Виктория Родригес 6-4 7-5         | Бритт Гёкенс Элизе Мертенс                  |
| 11 июня     | International Junior Tournament of Offenbach Оффенбах, Германия Грунт Турнир 2013         | Барбора Крейчикова 6-1 6-2                           | Ирина Шиманович                             |
| 11 июня     | International Junior Tournament of Offenbach Оффенбах, Германия Грунт Турнир 2013         | Лаура Укрос Констанса Вега 7-6(5) 4-6 [10-8]         | Симона Гейнова Анастасия Комардина          |
| 23 июня     | AEGON Junior International Roehampton Рогемптон, Великобритания Трава Турнир 2013         | Белинда Бенчич 6-4 6-0                               | Ирина Шиманович                             |
| 23 июня     | AEGON Junior International Roehampton Рогемптон, Великобритания Трава Турнир 2013         | Барбора Крейчикова Кэрол Чжао 1-6 6-4 [13-11]        | Белинда Бенчич Петра Убералова              |
| 9 июля      | Allianz Kundler German Juniors Берлин, Германия Грунт Турнир 2013                         | Ивана Йорович 6-3 7-5                                | Яна Фетт                                    |
| 9 июля      | Allianz Kundler German Juniors Берлин, Германия Грунт Турнир 2013                         | Яна Фетт Виктория Лушкова 2-6 6-1 [12-10]            | Симона Гейнова Анастасия Комардина          |
| 16 июля     | ITF Junior Open Linz Линц, Австрия Грунт Турнир 2013                                      | Элизе Мертенс 2-6 6-2 6-1                            | Кристина Шмидлова                           |
| 16 июля     | ITF Junior Open Linz Линц, Австрия Грунт Турнир 2013                                      | Хэрриет Дарт Элизе Мертенс 6-3 6-2                   | Мирабелла Нджозе Праняла Ядлапалли          |
| 19 августа  | International Hard Court Championship Колледж-парк, США Хард Турнир 2013                  | Дарья Касаткина 6-3 3-1 — отказ                      | Мария Шишкина                               |
| 19 августа  | International Hard Court Championship Колледж-парк, США Хард Турнир 2013                  | Ирина Шиманович Алина Силич 7-6(4) 6-1               | Кэти Боултер Виктория Лушкова               |
| 25 августа  | Canadian Open Junior Championships Репантиньи, Канада Хард Турнир 2013                    | Барбора Крейчикова 6-2 0-6 6-3                       | Катерина Синякова                           |
| 25 августа  | Canadian Open Junior Championships Репантиньи, Канада Хард Турнир 2013                    | Барбора Крейчикова Катерина Синякова 6-2 6-1         | Кэти Боултер Нина Стоянович                 |
| 25 ноября   | Yucatan Cup Мерида, Мексика Грунт Турнир 2013                                             | Алехандра Сиснерос 6-2 3-6 6-3                       | Рената Сарасуа                              |
| 25 ноября   | Yucatan Cup Мерида, Мексика Грунт Турнир 2013                                             | Алёна Большова-Задойнов Жаклин Кабай Авад 6-2 6-1    | Констанса Горчес Луиза Стефани              |
| 2 декабря   | Eddie Herr International Junior Tennis Championships Брейдентон, США Грунт Турнир 2013    | Елена Остапенко 6-1 3-6 6-3                          | Сандра Самир                                |
| 2 декабря   | Eddie Herr International Junior Tennis Championships Брейдентон, США Грунт Турнир 2013    | Нейкта Бэйнс Анна Бондарь 6-2 6-2                    | Катарина Йокич Аквиле Паразинскайте         |

### Наиболее интересные региональные соревнования
| Дата начала | Турнир                                                         | Чемпионы (Счёт финала)                           | Финалисты                       |
| ----------- | -------------------------------------------------------------- | ------------------------------------------------ | ------------------------------- |
| 8 апреля    | Easter Bowl Ранчо-Мираж, США Хард Турнир 2013                  | Маё Хиби 6-3 6-2                                 | Торнадо Алисия Блэк             |
| 8 апреля    | Easter Bowl Ранчо-Мираж, США Хард Турнир 2013                  | Спенсер Ланг Пегги Портер 6-4 6-4                | Джози Кульман Катерина Стюарт   |
| 22 июля     | Чемпионат Европы Клостерс-Зернойс, Швейцария Грунт Турнир 2013 | Барбора Крейчикова 6-2 6-4                       | Карин Кеннель                   |
| 22 июля     | Чемпионат Европы Клостерс-Зернойс, Швейцария Грунт Турнир 2013 | Барбора Крейчикова Катерина Синякова 6-4 6-1     | Йоана Дуку Йоана Лоредана Рошка |
| 7 октября   | Pan American ITF Championships Талса, США Хард Турнир 2013     | Торнадо Алисия Блэк 6-0 6-0                      | Кейтлин Маккарти                |
| 7 октября   | Pan American ITF Championships Талса, США Хард Турнир 2013     | Габриэлла Фейт Эндрюс Даша Иванова 7-6(6) 7-6(4) | Торнадо Алисия Блэк Миа Хорвит  |